# Chiesa di San Vigilio (Brentino Belluno)
La chiesa di San Vigilio è la parrocchiale di Brentino, frazione del comune sparso di Brentino Belluno, in provincia e diocesi di Verona; fa parte del vicariato del Lago Veronese-Caprino.

## Storia

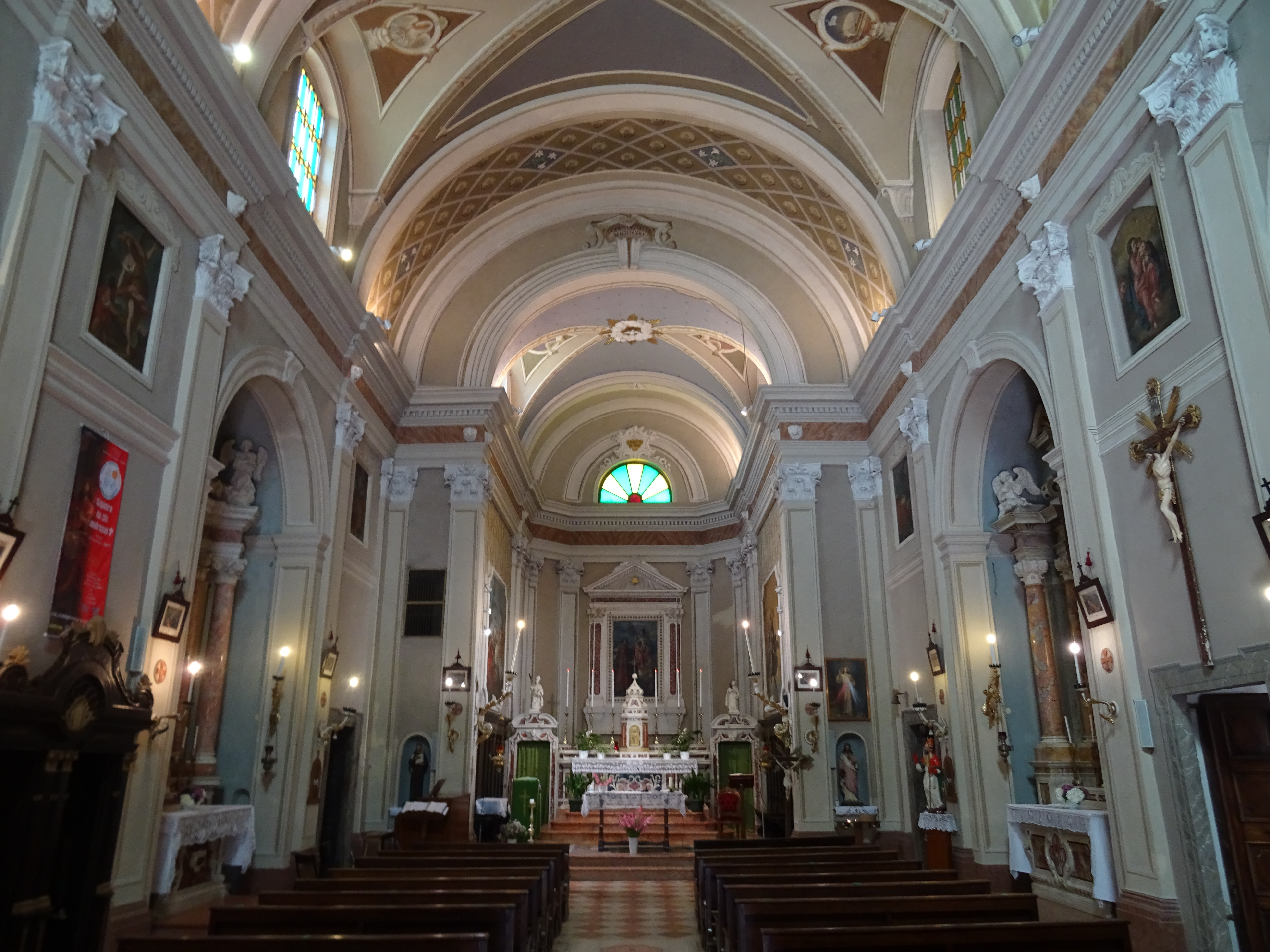
Interno

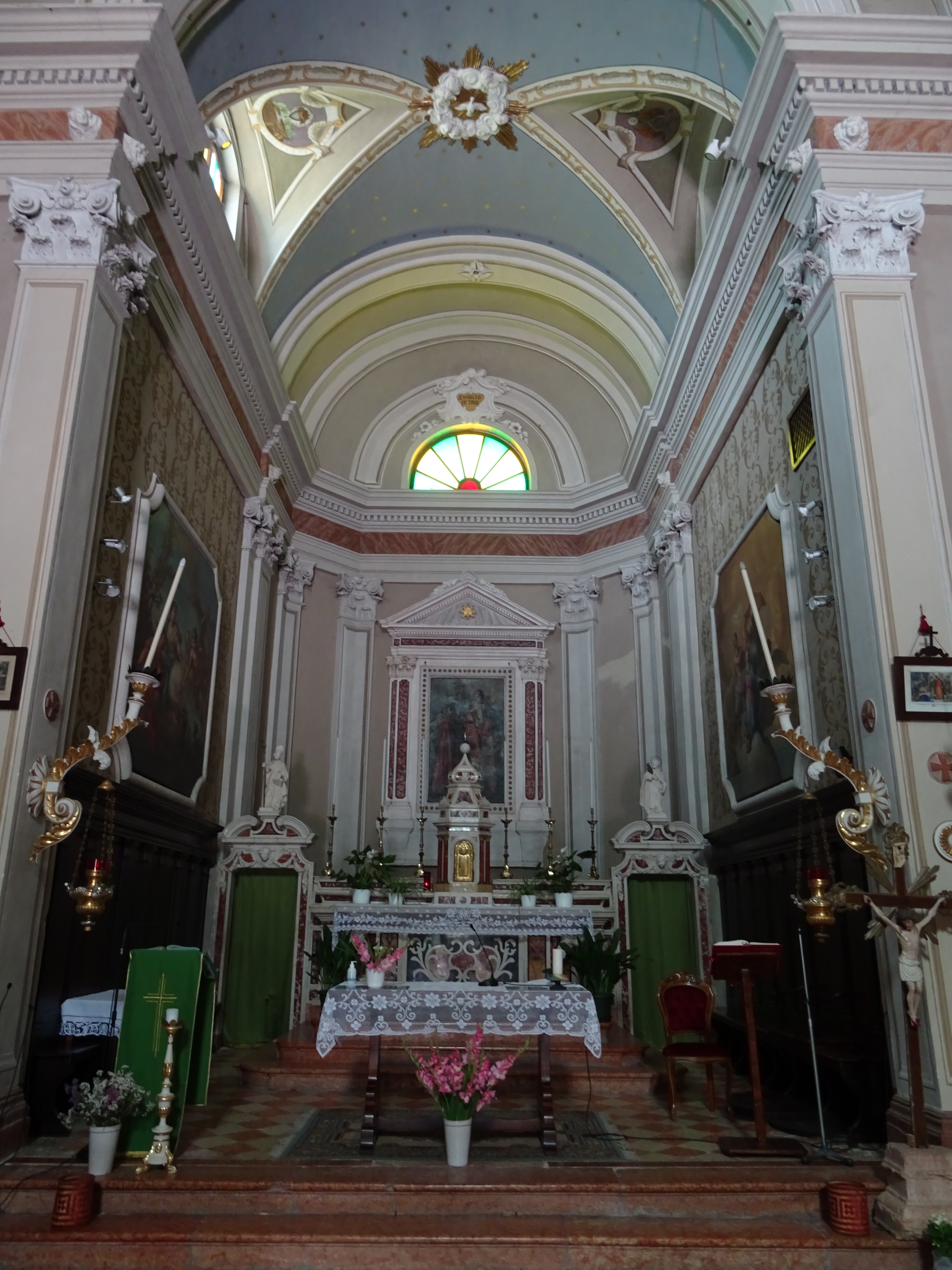
Presbiterio

All'inizio la primitiva cappella di Brentino, attestata a partire dal XII secolo, era filiale dalla pieve di Santa Maria di Caprino.
Nel 1460 il vescovo titolare di Tripoli Matteo, luogotenente del vescovo di Verona Ermolao Barbaro, visitò la chiesa e trovò che era dotata del fonte battesimale, pur essendo ancora soggetta alla matrice di Caprino.
L'edificio fu ampliato nel Cinquecento sfruttando i materiali dell'antica stazione romana di Servasa; nel 1530 la chiesa venne eretta a parrocchiale.
Nel 1757 fu costruita la nuova chiesa neoclassica; nella seconda metà degli anni sessanta, per adeguarla alle norme postconciliari, si provvide a realizzare il nuovo altare rivolto verso l'assemblea.

## Descrizione

### Esterno
La facciata a capanna della chiesa, rivolta a sudest e suddivisa da una cornice marcapiano in due registri scanditi da paraste tuscanico in quello inferiore e ioniche in quello superiore, presenta centralmente il portale d'ingresso architravato e sopra una finestra rettangolare ed è coronata dal timpano di forma triangolare, entro il quale si apre una finestrella polilobata.
Annesso alla parrocchiale è il campanile a pianta quadrata, la cui cella presenta su ogni lato una monofora ed è coronata dalla cupola a cipolla poggiante sul tamburo a base ottagonale, caratterizzato da finestrelle.

### Interno
L'interno dell'edificio si compone di un'unica navata, sulla quale si affacciano le quattro cappelle laterali, con gli altari della Madonna del Rosario e dei Santi Bernardino, Fermo e Diego a sinistra e a destra quelli del Crocifisso e della Madonna del Carmine, e le cui pareti sono scandite da lesene composite, sorreggenti la trabeazione sopra cui s'imposta la volta; al termine dell'aula si sviluppa il presbiterio, rialzato di due gradini e chiuso dall'abside poligonale.
Qui sono conservate diverse opere di pregio, la maggiore delle quali è la pala ritraente la Madonna con Gesù Bambino e San Vigilio, eseguita nel 1805 da Pio Piatti.